# Sojoez 24
Sojoez 24 (ook: 09804) was een Russische bemande ruimtevlucht uit 1977. Doel van deze missie was een koppeling met ruimtestation Saljoet 5. Zij moesten de atmosfeer in het station testen, die een mogelijke oorzaak was van de voortijdige terugkeer van de bemanning van Sojoez 21. De Sojoez 22 kon niet met Saljoet 5 koppelen wegens een op de koppelingskraag bevestigde camera; de mislukte koppelpoging van Sojoez 23 eindigde in een noodlanding.

## Bemanning en gewicht
De tweekoppige bemanning bestond uit gezagvoerder Viktor Gorbatko en boordwerktuigkundige Joeri Glazkov. Voor laatstgenoemde betekende dit zijn ruimtedoop, zijn commandant vloog al eerder met Sojoez 7. Deze Sojoez had een gewicht van 6570 kg.

## Vluchtverloop

### Lancering en koppeling
Sojoez 24 werd gelanceerd op 7 februari 1977 met een Sojoez draagraket vanaf Tjoeratam te Bajkonoer. De capsule kwam in een baan met een apogeum van 281 km, een perigeum van 218 km en een omlooptijd van 89,2 minuten. De inclinatie bedroeg 51,6° bij een excentriciteit van 0,00475. Dit keer verliep de koppeling zonder problemen. Op 8 februari meerde Sojoez 24 aan bij zijn doel. De bemanning stapte echter niet onmiddellijk over naar het station, maar knapte eerst een uiltje en opende pas na elf uur de luiken. Zij namen hun voorzorgen en droegen zuurstofmaskers om elk risico uit te sluiten.

### Verdachte atmosfeer vervangen
De reden voor het dragen van zuurstofmaskers was simpel. De Sojoez 21-bemanning brak hun missie voortijdig af wegens psychologische en medische problemen. Technici op de grond schreven dit minstens gedeeltelijk toe aan een technisch defect. Zij vermoedden een brandstoflek dat giftige dampen uitwasemde en zo de cabinelucht bedierf. Na uitvoerige testen bleek deze echter zuiver. Desalniettemin besloot de vluchtleiding om de lucht in het station compleet te vervangen. Hiervoor had Sojoez 24 de benodigde apparatuur aan boord. Die liet de oude bedompte atmosfeer door het buitenluik voor ruimtewandelingen wegstromen. Op 21 februari 1977 verversten de kosmonauten als experiment de lucht in het station, waarbij de Sojoez 100 kg lucht uit zijn tanks naar de Saljoet overpompte. Hierdoor kon een andere activiteit echter geen doorgang vinden: een geplande ruimtewandeling moest worden afgelast.

### Andere werkzaamheden
Nu kon de bemanning pas echt aan de slag, ware het niet dat Glazkov een irritante verkoudheid opliep. Hij vond daar een niet-alledaagse remedie tegen die hij pas twintig jaar later, tijdens een mondelinge geschiedenis in het Johnson Space Centre te Houston in 1998, openbaarde. "...Er is een heel simpele remedie. Je drukt je neus tegen de patrijspoort en de zonnestralen helpen je van je verkoudheid af...".
Gorbatko en Glazkov voerden waarnemingen uit van de Aarde en observeerden de dampkring. Bovendien deden ze materiaalproeven met betrekking tot kristalgroei, solderen en het gieten van metalen bollen. Daarnaast verrichtten ze diverse biologische proeven, zoals plantengroei, proeven met vissen en andere "levende wezens". Deze missie viel echter te rangschikken onder het militaire Almazprogramma (Saljoets met een militaire uitrusting). Daarom zullen zij zeker militaire activiteiten hebben ontplooid. Een sterke aanwijzing ligt in het feit, dat één dag na terugkeer van Sojoez 24, een onbemande automatische capsule zich loskoppelde van het station en op de grond door de Sovjet-Unie werd geborgen. Waarschijnlijk bracht deze magnetische banden en belichte films met militair interessante informatie naar de Aarde. Beide kosmonauten beschikten over een gezonde werklust en zetten hun voorgangers behoorlijk te kijk. In de amper 18 dagen tijd dat ze aan boord waren verzetten zij bijna net zoveel werk als Volynov en Zjolobov, die bijna 50 dagen in het station vertoefden.

### Terugkeer
Gorbatko en Glazkov keerden op 25 februari 1977 naar de Aarde terug en maakten een behouden landing. De capsule kwam 37 km ten noordoosten van Arkalyk neer, in oblast Qostanay te Kazachstan. Hun vlucht had 17 dagen, 17 uur, 25 minuten en 58 seconden geduurd. Sojoez 24 had 285 maal om de Aarde gecirkeld. Zij werden onderscheiden met de titel Held van de Sovjet-Unie. Gorbatko zou hierna zijn derde vlucht maken met Sojoez 37; voor Glazkov betekende zijn eerste vlucht tevens de laatste.

### Ten slotte
De Saljoet 5 zou niet opnieuw worden bemand. Tijdens de voorbereidingen voor de volgende Sojoezvlucht verbruikte het station meer brandstof dan verwacht. In tegenstelling tot Saljoet 6 kon Saljoet 5 niet worden bijgetankt. De brandstofvoorraad daalde tot onder de minimale hoeveelheid van 70 kg, nodig voor een 14-daags bezoek van een Sojoez.
1 ·
2 ·
3 ·
4 ·
5 ·
6 ·
7 ·
8 ·
9 ·
10 ·
11 ·
12 ·
13 ·
14 ·
15 ·
16 ·
17 ·
18A ·
18 ·
19 ·
20 ·
21 ·
22 ·
23 ·
24 ·
25 ·
26 ·
27 ·
28 ·
29 ·
30 ·
31 ·
32 ·
33 ·
34 · 
35 ·
36 ·
37 ·
38 ·
39 ·
40

T-1 ·  
T-2 ·
T-3 ·
T-4 ·
T-5 · 
T-6 ·
T-7 · 
T-8 ·
T-9 · 
T-10-1 ·
T-10 · 
T-11 ·
T-12 · 
T-13 ·
T-14 · 
T-15